# Alexander Forsberg
Henning Alexander Forsberg (Sarpsborg, 17 maggio 1978) è un ex calciatore norvegese, di ruolo difensore.

## Carriera

### Club
Forsberg cominciò la carriera con le maglie di Strømmen e Fredrikstad. Passò poi al Moss, per cui debuttò il 12 aprile 2004, nel pareggio a reti inviolate contro il Raufoss. Il 5 settembre dello stesso anno, segnò la prima rete in campionato per il club, nella sconfitta per 4-2 contro il Bryne.
Si trasferì successivamente allo Sparta Sarpsborg. Esordì il 16 maggio 2007, sostituendo Petter Larsen nel pareggio per 2-2 contro il Sogndal. Il club cambiò poi il nome in Sarpsborg 08.
Si ritirò al termine del campionato 2009.